# Hosby (Lääne-Nigula)
Hosby (Duits: Hosbi) is een plaats in de Estlandse gemeente Lääne-Nigula, provincie Läänemaa. De plaats heeft de status van dorp (Estisch: küla).
Tot in oktober 2017 lag Hosby in de gemeente Noarootsi. In die maand werd de gemeente bij de gemeente Lääne-Nigula gevoegd. Voor 1944 woonden in de gemeente Noarootsi veel Estlandzweden, vandaar dat Hosby een Zweedse naam heeft.

## Bevolking
De ontwikkeling van het aantal inwoners blijkt uit het volgende staatje:
| Jaar            | 2011 | 2017 | 2019 | 2021 |
| --------------- | ---- | ---- | ---- | ---- |
| Aantal inwoners | 15   | 21   | 25   | 23   |

## Ligging
Hosby ligt centraal op het schiereiland Noarootsi, dat tot in 2017 in zijn geheel in de gemeente Noarootsi lag. De kerk van Hosby, die uit de 14e eeuw dateert, wordt doorgaans ‘kerk van Noarootsi’ (Estisch: Noarootsi kirik) genoemd. De pastorie, een houten gebouw, dateert uit de 17e eeuw. Naast het kerkhof bij de kerk heeft Hosby ook een ‘oud kerkhof’, waar leden van de familie von Ungern Sternberg begraven liggen.

## Geschiedenis
Hosby werd in 1540 voor het eerst genoemd onder de naam Hoszbw, in 1565 werd de plaats Hoeszby of Hoyszby genoemd, in 1615 Hössby en in 1798 Husby. Het dorp behoorde voor een deel tot de bezittingen van de kerk van Noarootsi, die een apart landgoed vormden, en voor een ander deel bij het landgoed van Paslepa. By is Zweeds voor ‘dorp’, hos is waarschijnlijk afgeleid van het Duitse woord Hof, ‘landgoed’. Daarmee wordt dan het landgoed van de kerk bedoeld.
De kerk van Noarootsi, gewijd aan Catharina van Alexandrië, is gebouwd in de 14e, misschien zelfs al in de 13e eeuw in de stijl van de late gotiek. In de Lijflandse Oorlog raakte de kerk beschadigd; pas in de 17e eeuw werd de schade hersteld. Toen is ook de toren gebouwd. Rond 1770 is de kerk verbouwd en enigszins uitgebreid. In 1863 is de vloer vernieuwd, in 2003/4 het dak. De preekstoel is gebouwd in 1656 en het altaar in de tweede helft van de 19e eeuw.
De pastorie is gebouwd in 1635 en daarna diverse malen verbouwd. Het houten gebouw had tot in de jaren vijftig van de 20e eeuw een strodak. In het gebouw zijn sinds 2017 een winkel en een toeristisch informatiecentrum gevestigd. Enkele bijgebouwen zijn ook bewaard gebleven.
Tussen 1977 en 1997 hoorde Hosby bij het buurdorp Pürksi.

## Foto's

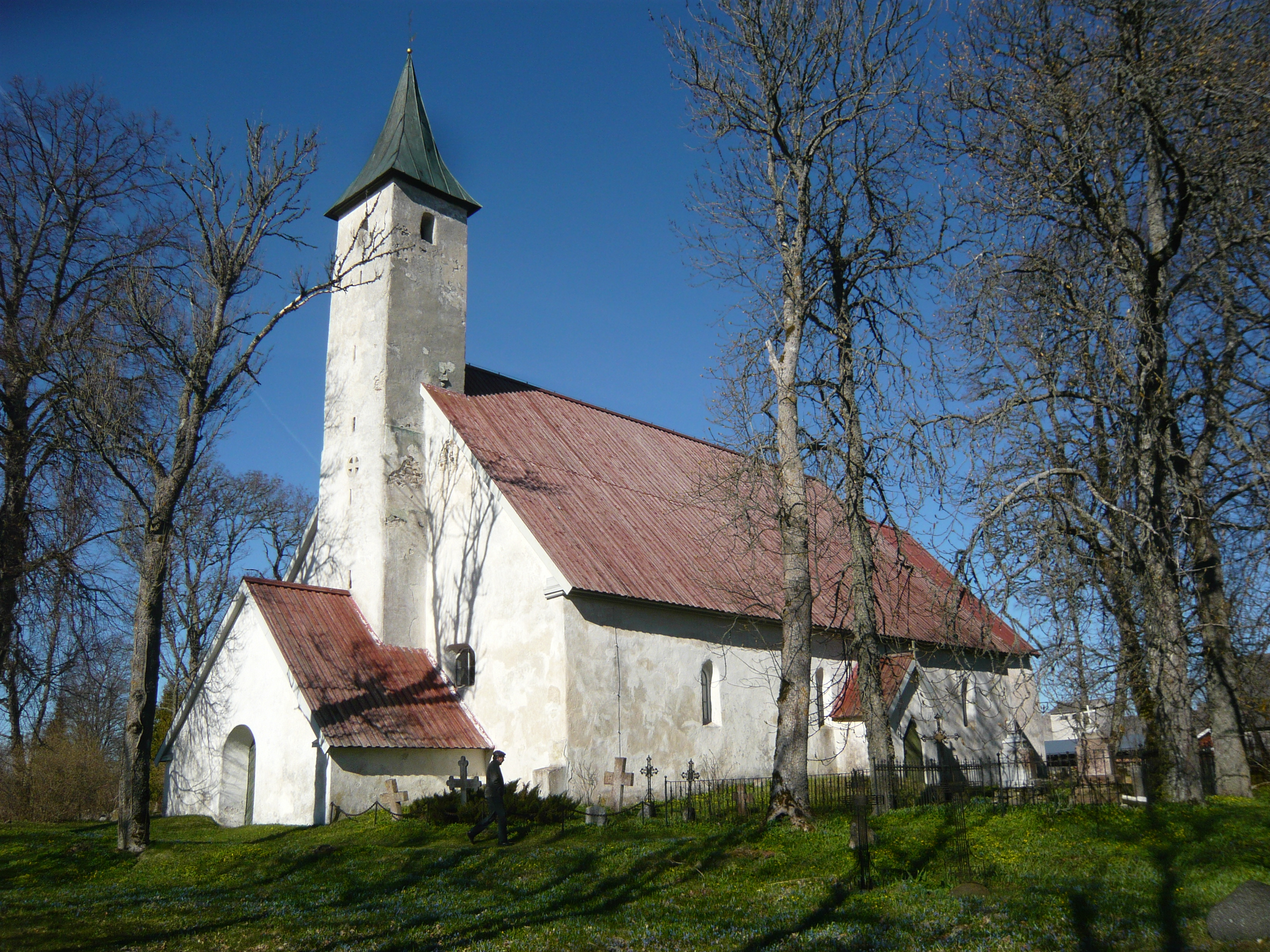
De kerk
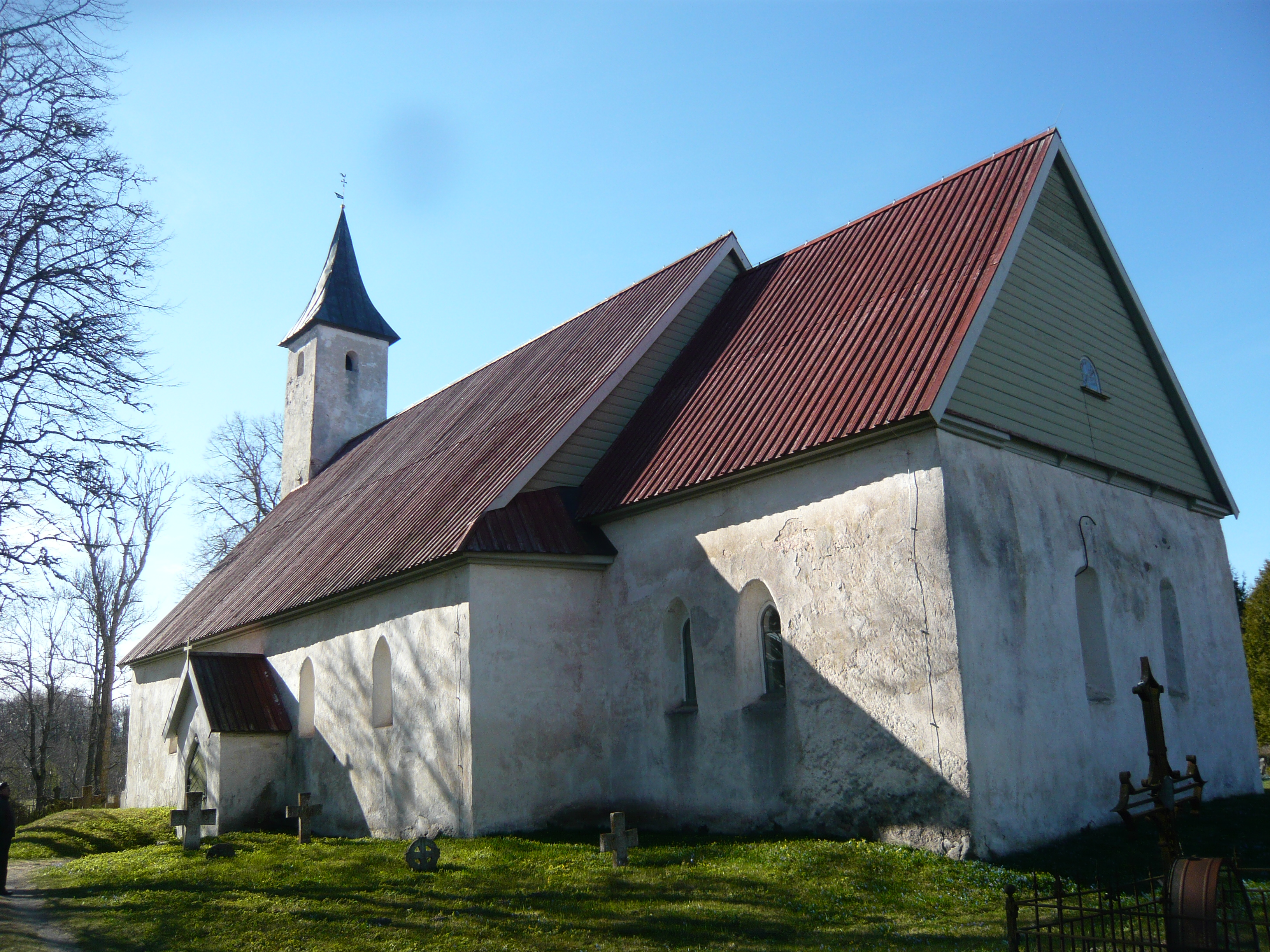
Achterzijde
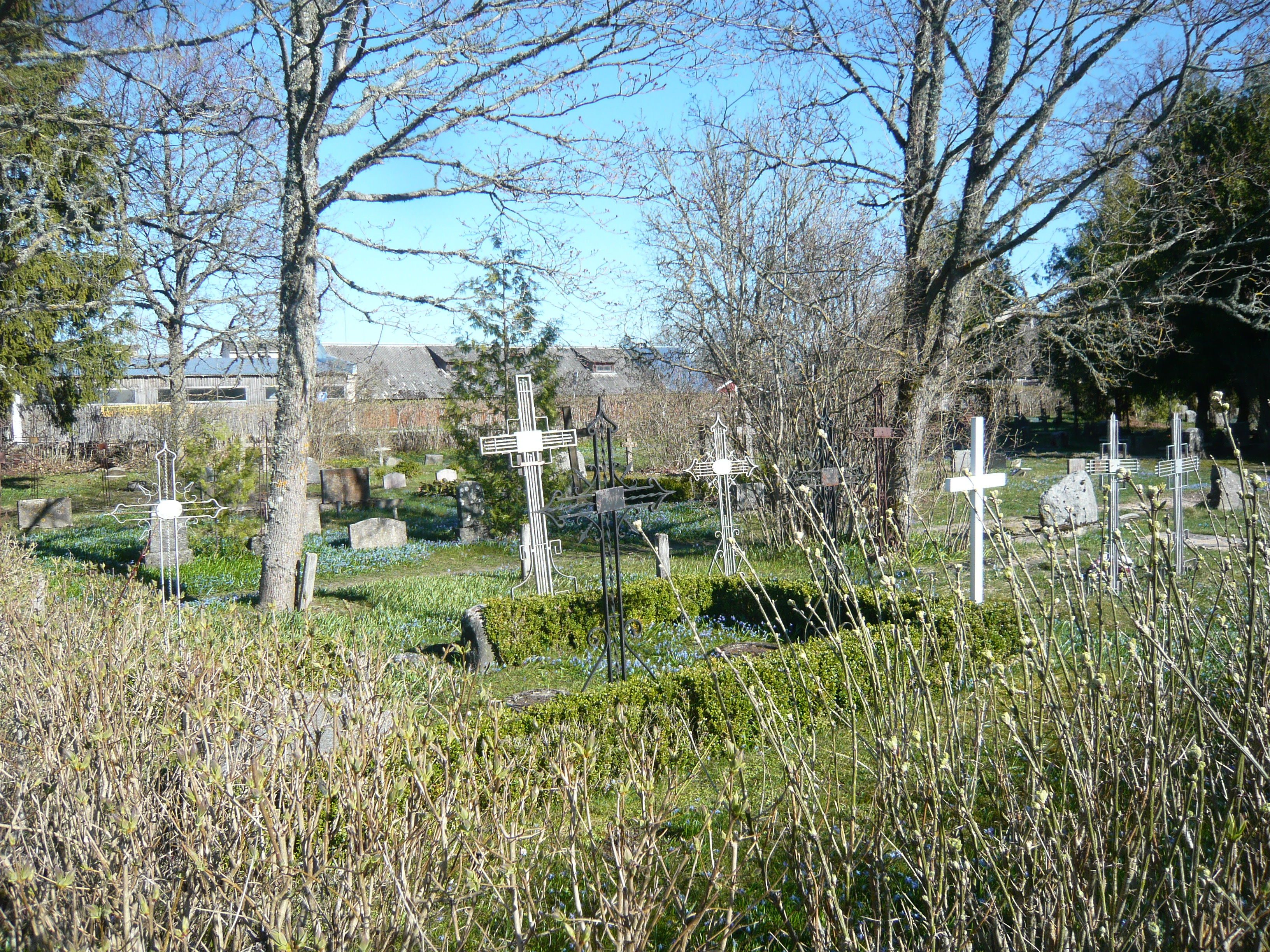
Het kerkhof
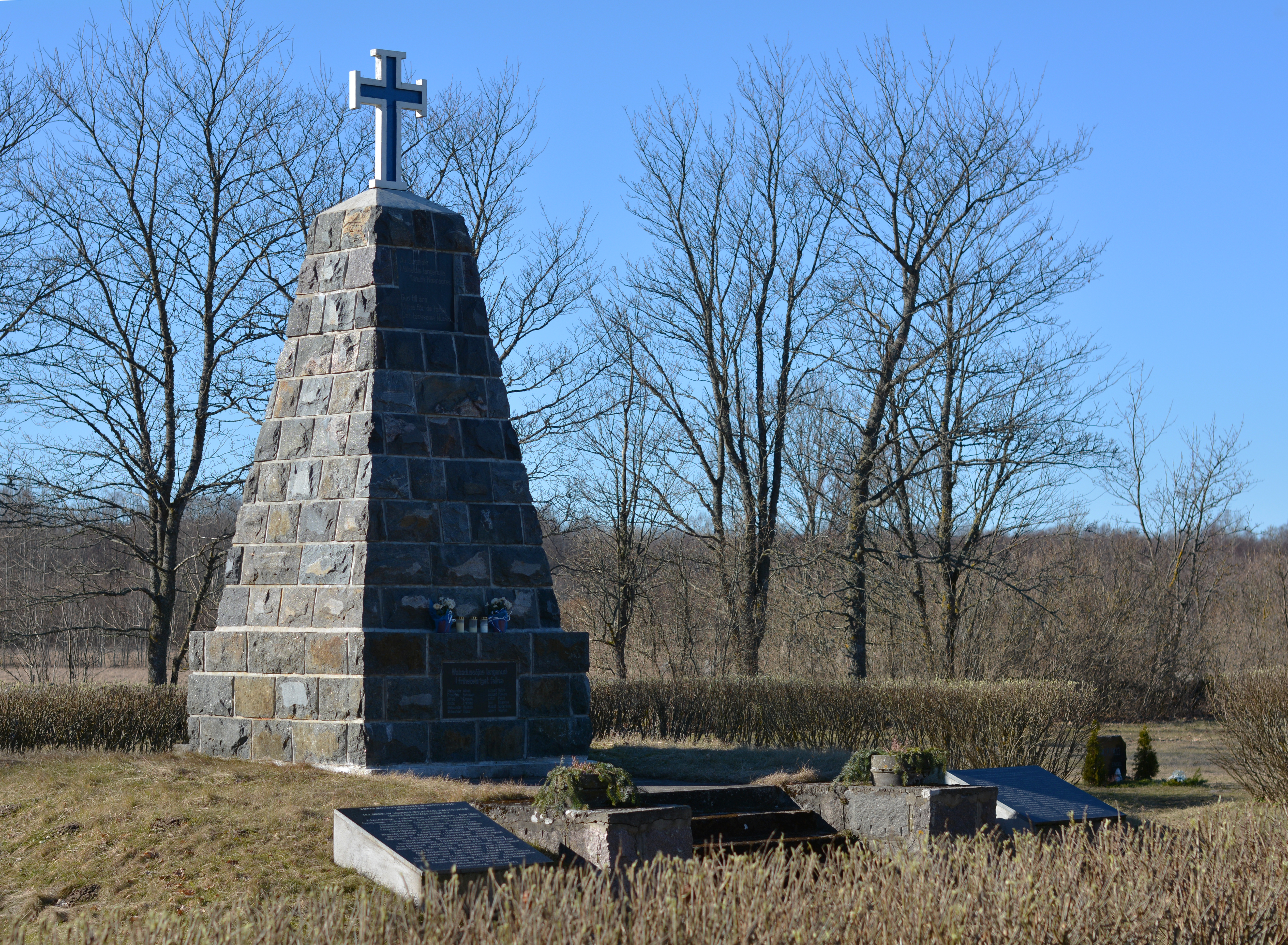
Monument voor de Estische Onafhankelijkheidsoorlog op het kerkhof
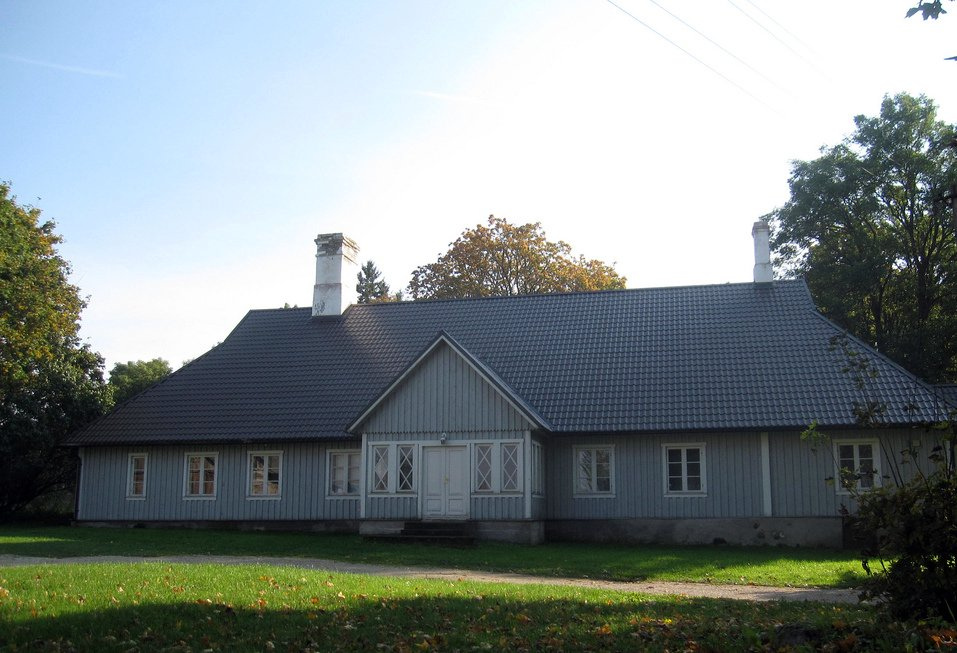
Pastorie
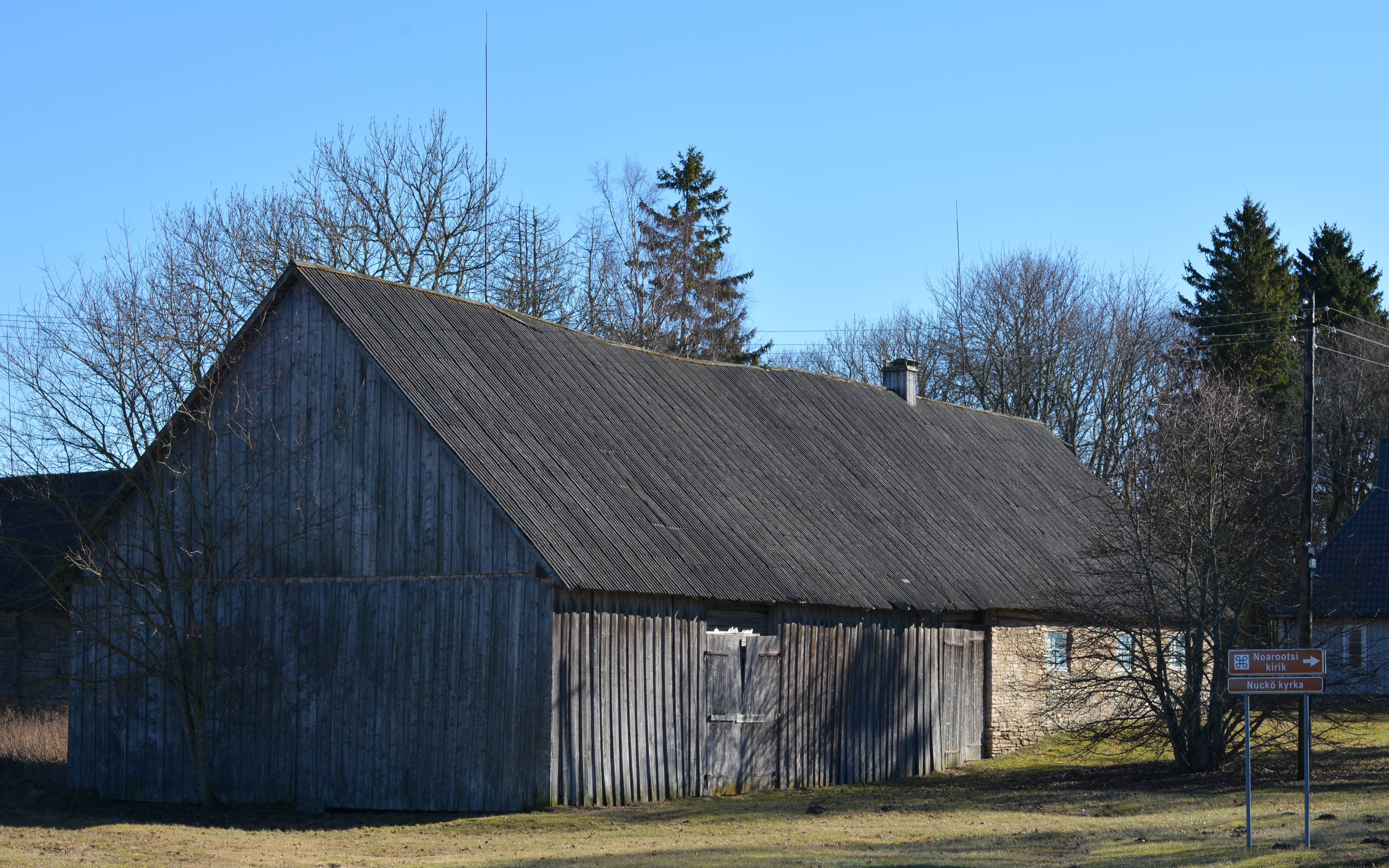
Schuur bij de pastorie
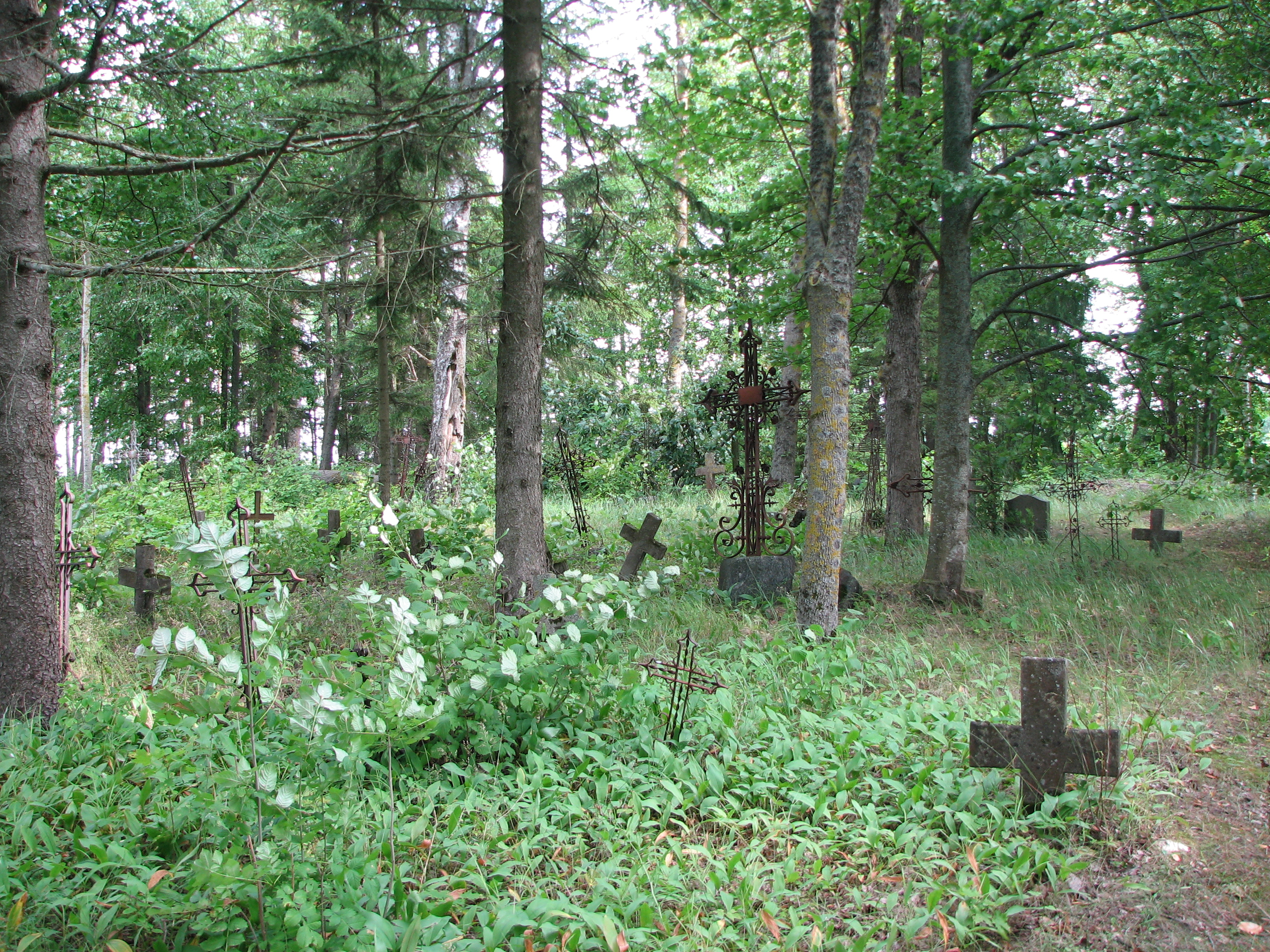
Het oude kerkhof